# 봉산지탑리유적
봉산지탑리유적(鳳山智塔里遺蹟)은 북한 황해북도 봉산군에 있는 석기시대 이후 팽이형토기·도끼·그물추 등이 출토된 집터이다.

## 개요
- 분야 : 선사문화
- 유형 : 유적
- 시대 : 선사-석기
- 성격 : 집터
- 건립시기 : 신석기시대∼초기철기시대
- 소재지 : 황해도 봉산군 문정면 지탑리

## 참고 자료
- (한국어) 봉산지탑리유적 - 한국민족문화대백과사전
- (일본어) 『智塔里遺跡』  - 고트뱅크
- (일본어) 『黄海北道智塔里遺跡の発掘 (PDF) 』 - 이진희